# Фудбалски савез Белгије
Фудбалски савез Белгије (хол. Koninklijke Belgische Voetbalbond, (КВБВ) фр. Union Royale Belge des Societes de Football Association) (УРБСФА) односно (КВВБ/УРБСФА) је главна фудбалска организација Белгије. Седиште организације је у Бриселу.
Фудбалски савез Белгије основан је 1895. године а члан је ФИФА од 1904. Члан је УЕФА од оснивања ове организације 1954. године.
Организује систем фудбалских такмичења у Белгији:
- Прва лига Белгије (Jupiler лига)
- Друга лига
- Трећа лига
- Припремна лига
- Обласне лиге
- Куп
- Суперкуп
- Футсал такмичење
- Такмичење у женском фудбалу